# Hryhorij Skovoroda
Hryhorij Savyč Skovoroda (rusky před reformou pravopisu Григорій Саввичъ Сковорода; ukrajinsky Григорій Савич Сковорода; rusky Григорий Саввич Сковорода; 1722, Čornuchy, Poltavská gubernie – 1794, Ivanivka, Charkovská gubernie) byl ukrajinský osvícenec-humanista, filosof, spisovatel, duchovní lyrik, bajkař, překladatel antických autorů. Autor řady didaktických spisů, reformátor východoslovanské poetiky.

## Život
Skovoroda se narodil v zimě roku 1722 ve vesnici Čornuchy ležící mezi Kyjevem a Poltavou, v starobylé rodině, tradující svůj původ z kozácké šlechty. Po ukončení základního vzdělání u vesnického ďaka (nižšího pravoslavného duchovního) se zapsal na Kyjevsko-mohyljanskou akademii, kde studoval s přestávkami od roku 1738 do roku 1750. Svá studia přerušil několikrát, z toho jednou kvůli účinkování v dvorní kapele v Petrohradě, což svědčí o jeho hudebním nadání. V létech 1745-1750 se zúčastnil expedice, jejímž cílem bylo zásobit carský dvůr tokajským vínem. Tato výprava jej seznámila se střední a západní Evropou. Pod vedením generála Vyšenského Skovoroda prokazatelně navštívil Uhry (Tokaj), Rakousko, snad i Bratislavu, a dle svědectví některých jeho současníků i další evropské země: Polsko, Německo, Itálii. Tyto pobyty v cizině určitě měly vliv na formování jeho světonázoru.

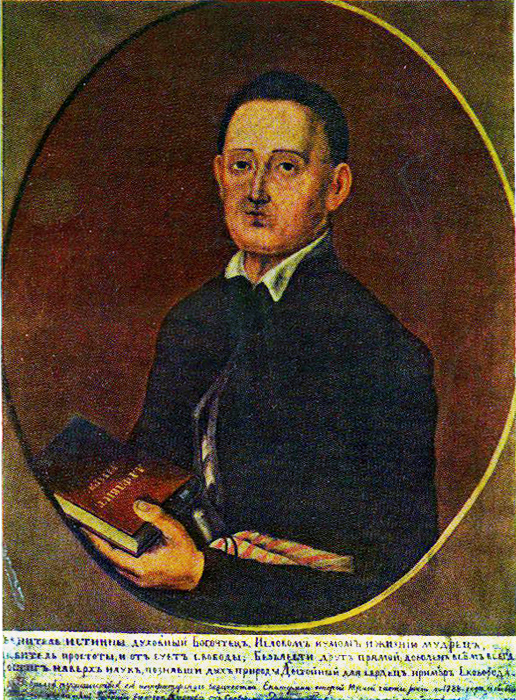
Hryhorij Skovoroda

Kyjevsko-mohyljanská akademie poskytla Skovorodovi kvalitní humanitní vzdělání, srovnatelné se vzděláním poskytovaném na špičkových evropských univerzitách. Vyučovala se tu gramatika, syntax, poetika, rétorika, filosofie a teologie. Kromě toho v 1. polovině 18. století zavedl stávající metropolita Rafael Zaborskyj výuku jazyků: latiny, staré řečtiny, polštiny a němčiny. Pro Skovorodův rozvoj byl důležitý rovněž snadný přístup k literatuře na akademické půdě.
Roku 1750 Skovoroda nastoupil jako učitel poetiky v Perejaslavském duchovním semináři. Střetl se tu s konzervativní atmosférou; dominujícím trendem zde byla kanonizovaná, sylabická poetika. Jeho kurz je kritizován biskupem Ioanem Kozlovyčem, se kterým se dostává do konfliktu a opouští seminář. Z dochovaných pramenů dokumentujících tuto událost není zřejmé, co přesně bylo jádrem tohoto konfliktu. Hypotéza, že Skovoroda upadl v nemilost kvůli propagaci tehdejší novinky, sylabotonické poesie, je v poslední době vytlačovaná domněnkou, že biskupovi spíše vadil Skovorodův požadavek svobodné tvorby, který tehdy nebyl samozřejmý.
Od ledna 1754 Skovoroda působil jako učitel v rodině plukovníka Tomary. Avšak kvůli neshodám se svým mecenášem ještě téhož roku odchází do Moskvy. Zde se věnuje převážně studiu děl z knihovny Trojicko-Sergijevské lávry. Roku 1755 jej Tomara přemluvil k návratu. Skovoroda strávil na statku Stepana Tomary čtyři poměrně klidné roky; právě zde napsal básně, které později vešly do sbírky Zahrada božských písní. Zde také dochází k dotváření jeho osobnosti „venkovského osvícence“.
Od roku vyučuje poetiku, syntax a řečtinu na Charkovském kolegiu. Učí zde svého prvního životopisce Mychajla Kovalyňského. Vedení kolegia si nemohlo nepovšimnout Skovorodova talentu, což se projevovalo snahami „naverbovat“ Skovorodu do řad duchovenstva. Tomu se ale Skovoroda tvrdošíjně bránil; podle vlastních slov „nechce rozmnožovat řady farizejů“. Dusivá konzervativní atmosféra plná intrik a vzájemného nepřátelství způsobuje, že Skovoroda roku 1769 z kolegia odešel. Tím definitivně zpřetrhal veškeré svazky se společností. Ve věku 47 let vyráží na cesty. Toulal se levobřežní Ukrajinou, střídavě pobýval u mecenášů. Umřel v roce 1794 ve vesnici Ivanivka (nyní Skovorodynivka), kde je pohřben.
Pro celý Skovorodův život je typická snaha uniknout veškerým společenským strukturám institucionalizovaného charakteru. Měl všechny předpoklady udělat skvělou kariéru, ať už v oblasti muziky, nebo teologie. Avšak pro svůj nonkonformismus a nedostatek ctižádosti zůstával v ústraní. Pravděpodobně ze stejných důvodů se nikdy neoženil. Proto je tolik výstižný nápis na jeho hrobě: „Svět mě chytal, ale nechytil.“ („Мир ловил меня, но ней поймал.“)

## Světonázor a dílo

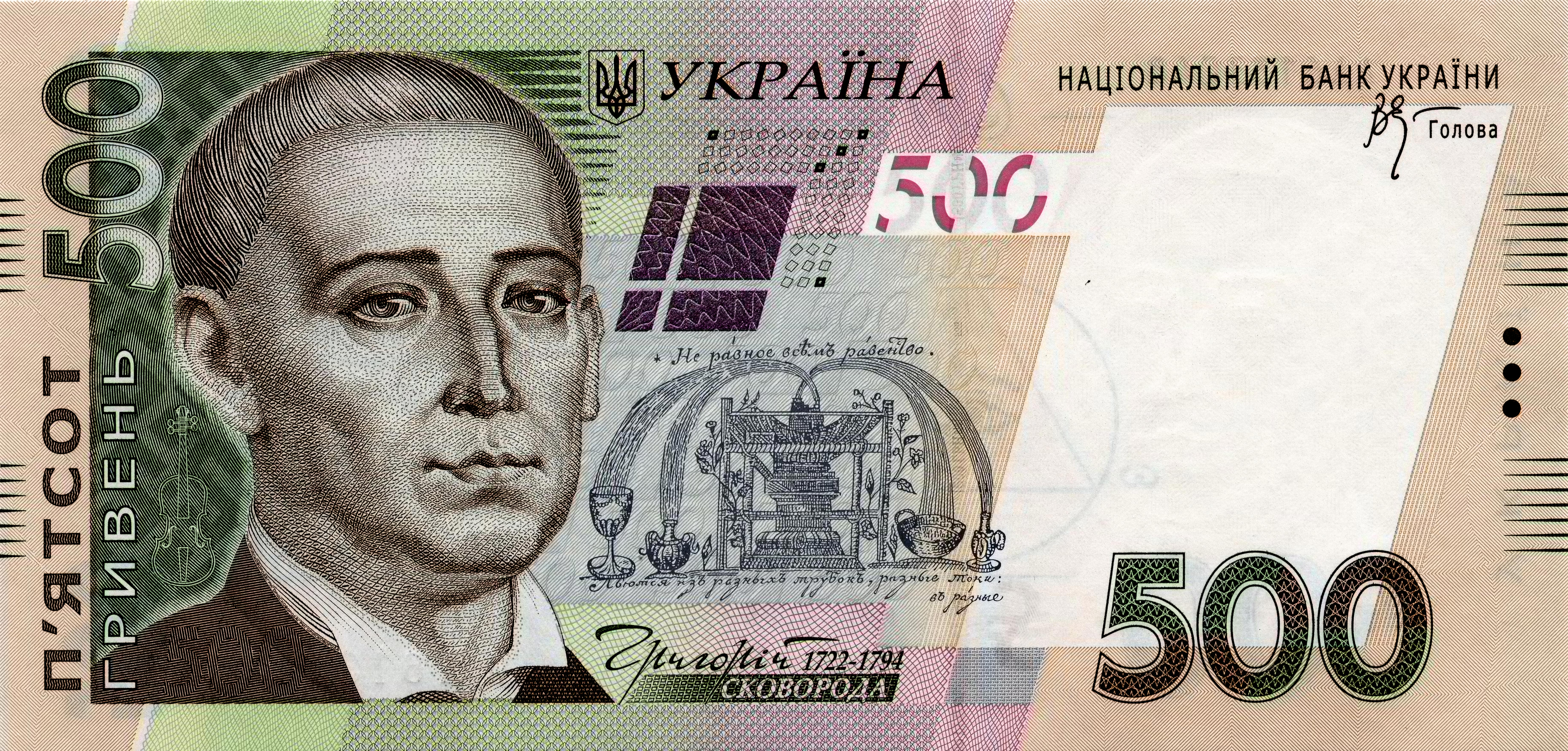
Hryhorij Skovoroda na ukrajinské bankovce

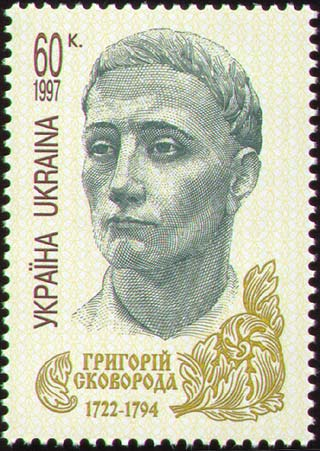
Skovoroda na poštovní známce Ukrajinské pošty z roku 1997

Z pochopitelných důvodů je těžké Skovorodu někam zařаdit. Je sotva uchopitelný a klasifikovatelný. Svůj filosofický světonázor podává formou literárních děl: bajek, básní, podobenství, ale i pomocí klasických filosofických žánrů – traktátů, dialogů, dopisů. Jeho dílo je těžko srozumitelné bez znalosti dobových a místních reálii, kanonických a apokryfních biblických textů a textů antických klasiků. Skovoroda je eklektik: snaží se o vytvoření univerzální teorie; vychází z antiky (hlavně z Platóna a stoiků, dále též z Cicerona, novoplatoniků a sofistů) ale i z osvícenství, které přichází s požadavkem samostatnosti ducha. Jeho dílo se hemží symboly a citáty z Bible, což je příznačné pro barokní písemnictví. Nutno podotknout, že na Bibli nahlíží kriticky, na rozdíl od svých současníků. Je ovlivněn panteismem s prvky slovanského pohanství.
Skovorodova filosofie je dualistická. Staví proti sobě vnitřní a vnější svět člověka. Prosazuje ideu nezávislosti štěstí na době a místě a ideu vnitřní svobody. Člověk nemá být determinován okolním světem, ale sám si má vymezit svou podstatu. Z toho vyplývá důležitost sebepoznání, které zdůrazňuje zejména ve svém dialogu Narcis, nebo poznej sám sebe. Skovorodovo vnímaní bible je heretické. Říká, že Bibli nelze brát doslova. Jsou tu jakési symboly, které je třeba interpretovat, přičemž vztah kódu (jazyka Bible) k informaci, ke sdělení, které je v ní obsažené, je často arbitrární. Neznamená to ale, že by odmítal Bibli jako celek, jak mu to bylo podsouváno ideology komunistického režimu. Zejména v jeho dialogu Prsten je patrná úcta k Bibli jako k odkazu předků. Říká zde, že ne všechno, co stojí v Bibli, je pravé, ale není možné Svaté písmo zavrhnout jako celek. Člověk by mohl spolu s nepravým zbrkle zavrhnout i drobky pravdy, které nejsou patrné na první pohled.
Skovoroda není asketa. Neuznává rituál (který je důležitou součásti pravoslaví). V tom se projevuje jeho reformátorská tendence, usilující o přiblížení se k ideálům prvotního křesťanství. O reformaci, tak, jak ji dnes chápeme, lze však v případe Skovorody sotva hovořit.
Skovoroda volí sémantický jazyk Bible pro výklad svého světonázoru kvůli jeho univerzalitě a obecné srozumitelnosti pro dobové čtenáře. Nejspíš ze stejného důvodu volí církevní slovanštinu ruské edice za literární jazyk svého díla. I když někteří badatelé (Ivan Ivaňo) zde mluví o tzv. staroukrajinském jazyku, Skovorodův jazyk se spíše podobá dnešní ruštině, než ukrajinštině, a ve srovnání s jazykem Kotljarevského Enejidy, vydané čtyři roky po Skovorodové smrti, neobstojí. Nicméně Skovorodův jazyk skutečně obsahuje řádu ukrajinizmů. Tento fakt mohl povzbudit Kotljarevského k vytvoření spisovné ukrajinštiny.
Jednou, když šel po Kyjevě, Skovoroda ucítil něco shnilého a okamžitě opustil město. Náhoda nebo ne, za dva dny začala v hlavním městě epidemie moru a město bylo uzavřeno.

## Ukázka
Píseň třicátá (ze Zahrady písní božských)
Jeseň dohonila vesnu zakrátko.

Zjara porodila matka jehňátko.

Léto se znavilo záhy, vyrostl beránek plavý

	v starého plesniváka.

Pusť všechny smutky z hlavy, vždyť čas je krátký

	a dravý a život k rozkoším láká.

Kdo jen pláče, vzlyká, smutný chodívá,

sám se v nebožtíka mění zaživa.

Radosti, nejsladší něho, potěcho srdce mého,

	tvou letmou krásou žiji.

Líp dobře než dlouze. Radši písničku pěknou a kratší než nudnou litanii.
Bůh je neskonalá láska a můj hrad.

V hoři mě jak skála umí podpírat.

Věčný je, věčná je víra, že s tělem, které zmírá,

má duše nezahyne.

A ti, v nichž přítomen není, sami své duše mění 

	v ubohé pastorkyně.
Žít chceš v blaženosti? Vykaž závist z vrat.

Dávej z mála dosti, uč se z mála brát.

Rozmetej obavy na prach, zapomeň na smrt a na strach, vždyť k odpočinku běžíš.

Přemáhej pozemskou bídu jak největší z Řeků a Židů – Epikúros a Ježíš.
(Přeložila Hana Vrbová. In: Václav Černý (ed.): Kéž hoří popel můj, Praha 1969.)

## Odkaz
Hryhorij Skovoroda, jako poslední představitel staré ukrajinské literatury a bezprostřední předchůdce prvního představitele moderní ukrajinské literatury má nepochybně na vzniku současné literatury svůj podíl. Poměrně jednoznačný odkaz na Skovorodu v Kotľarevśkého díle lze najít v jeho dramatu Natalka Poltavka, kde postava rychtáře zpívá píseň, která je jednoznačnou variací na píseň č. 10 ze sbírky Zahrada božských písní.
Mimoto, vliv Skovorody se dá vystopovat i v ruské kultuře. Např. Lev Tolstoj ve své Volné škole na Jasné Poljaně využíval didaktické metody rozpracované Skovorodou. Na druhou stranu, hnutí národníků a počvěníků převzali Skovorodův životní styl vzdělaného tuláka a venkovského filosofa, vzdělávajícího lid.
Při ruské invazi na Ukrajinu v roce 2022 byla 7. května 2022 při ruském ostřelování zničena budova Skovorodynova muzea ve vesnici Skovorodynivka v Zoločivském rajónu v Charkovské oblasti. Na podzim 2022 byly plánovány oslavy 300. výročí narození.

## Česká vydání
- Skovoroda, Hryhorij. Učitel života – výbor z díla. Přel. Petišková (Dvořáková) D. Irian. Praha, 1994
- Skovoroda, Hryhorij. Rozmluva o moudrosti. Přel. Sokolová Fr. Vyšehrad. 1. vyd. Praha, 1983